# Tim Powell
Timothy Martin Powell (* 21. Juni 1979) ist ein britischer Songschreiber, Musikproduzent und Mischer.
Er war 14 Jahre lang Mitglied des Produzententeam Xenomania.
Sein erster Hit „All I Wanna Do“, den er für Dannii Minogue schrieb, erreichte 1997 Platz 4 der britischen Musikcharts. Während seiner Zeit bei Xenomania trug Powell Songs wie „Hole in the Head“ und „Round Round“ von Sugababes, „Call the Shots“ von Girls Aloud und „Love etc.“ von Pet Shop Boys bei. Im März 2010 trennte sich Powell von der Gruppe, da er als Songschreiber und Produzent unabhängig arbeiten wollte.

## Diskografie (Auswahl)
- All I Wanna Do – Dannii Minogue
- Sound Of The Underground – Girls Aloud
- Hole In The Head – Sugababes
- Giving You Up – Kylie Minogue
- Knock Down – Alesha Dixon
- Can't Speak French – Girls Aloud
- Sweet About Me – Gabriella Cilmi
- My Love Is Better – Annie
- Love Etc. – Pet Shop Boys
- Left My Heart In Tokyo – Mini Viva
- I Wish – Mini Viva
- Did You See Me Coming – Pet Shop Boys
- Untouchable – Girls Aloud
- One Touch – Mini Viva
- I'm In Love (I Wanna Do It) – Alex Gaudino
- Champagne Lemonade – Ed Drewett[2]
- Together – Pet Shop Boys
- Tonight – Saint Etienne
- I've Got Your Music – Saint Etienne
- Picking Up The Pieces – Paloma Faith
- For My Sins – Jess Mills
- Good Intentions – Dappy
- Change Your Life – Little Mix
- Take It Like A Man – Cher